# DS Automobiles
DS Automobiles es una marca de automóviles de lujo, creada inicialmente en el año 2009 como una división de alta gama del fabricante francés Citroën y promovida en el año 2014 como  marca independiente. Al momento de su creación, fue propiedad del entonces Groupe PSA. Tras concretarse la fusión de PSA con el grupo Fiat Chrysler Automobiles, pasó a ser propiedad del grupo Stellantis.
La institución de DS como marca de automóviles se sucedió a raíz de un planteamiento efectuado por el entonces director ejecutivo de PSA, Carlos Tavares, quien propuso la idea de separar a DS de su marca matriz Citroën, con el fin de afianzar su presencia en el mercado y crear sobre su base una nueva marca de automóviles de lujo. La nomenclatura DS, cuyo significado deriva de las expresiones "Different Spirit" o "Distinctive Series", fue usada inicialmente por Citroën para la presentación de su modelo homónimo de 1955 y reflotada en 2009 para la creación de una serie de modelos inspirados en el anterior, que tuviera como piedra fundamental al Citroën DS3, hoy conocido simplemente como DS3. La participación de DS dentro de la estructura interna de PSA adquirió protagonismo gracias a su trabajo inicial como división de lujo y deportiva de Citroën y logró lanzar en el año 2015 su propia división deportiva denominada "DS Performance", que sería creada con el objetivo de promover la participación de DS en categorías internacionales de automovilismo; se confirmó su participación dentro de la Fórmula E para la temporada 2015-16 y tuvo como base de inicio una alianza pactada con el equipo Virgin Racing Formula E Team. Tras concretarse la creación de Stellantis en 2021, la entonces director ejecutivo, Béatrice Foucher, manifestó la intención de aglutinar a DS junto a Alfa Romeo y Lancia en un grupo interno exclusivo para marcas "premium".

## Historia

### Antecedente

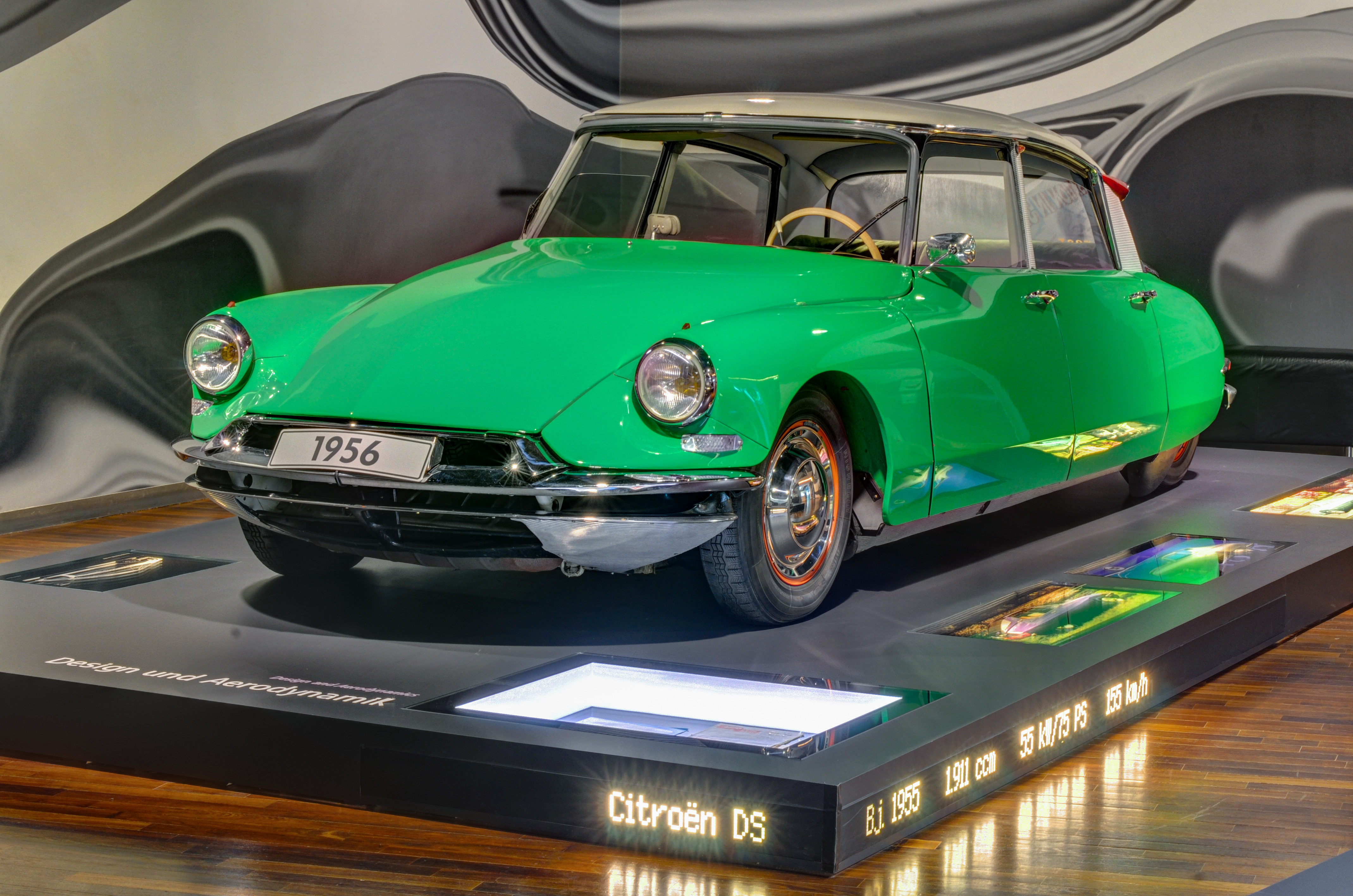
Citroën DS, modelo que serviría como inspiración para la creación de la gama DS de Citroën.

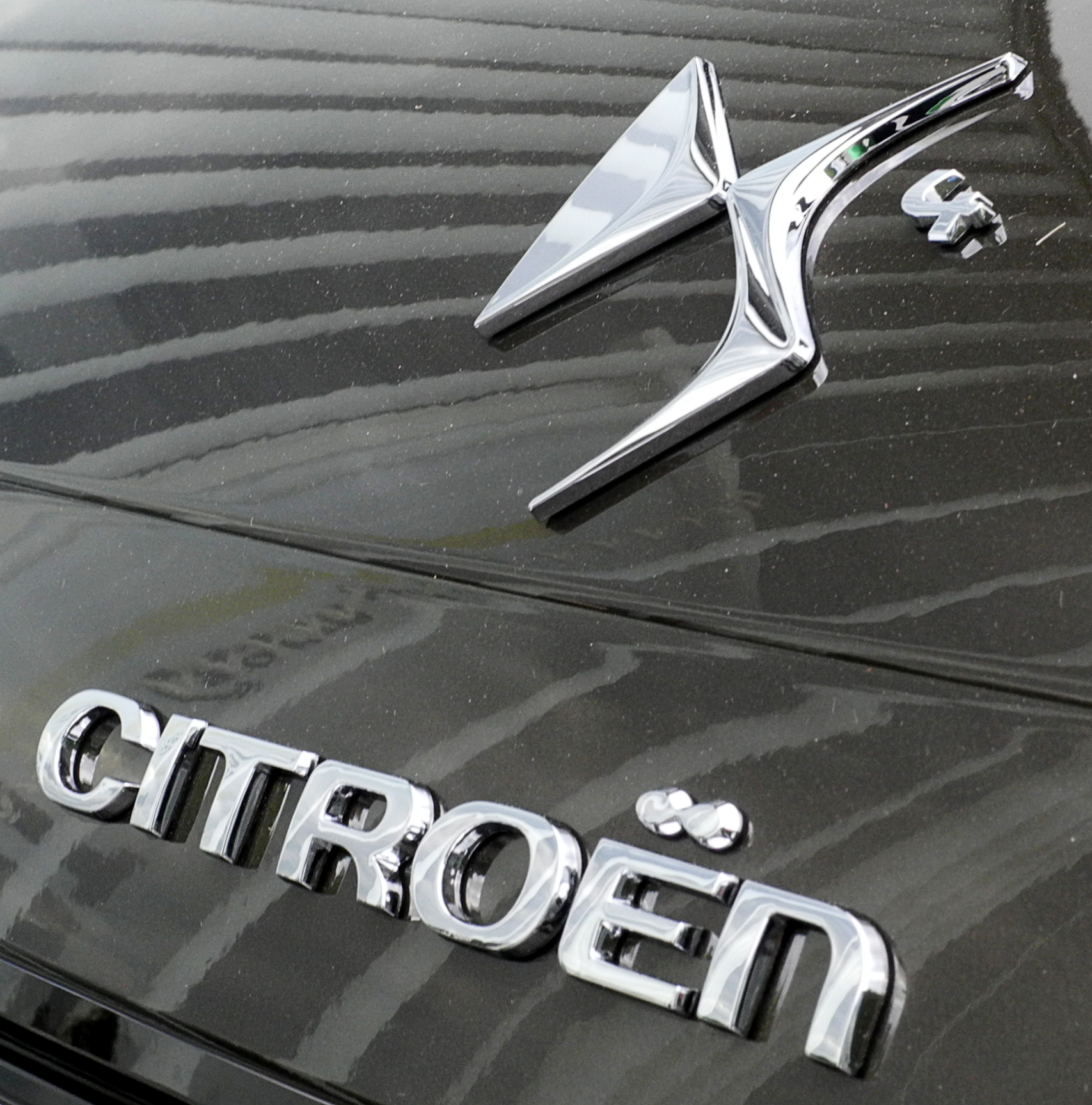
Logo en la parte trasera de un Citroën DS4 HDi 165 SportChic, en junio de 2011.

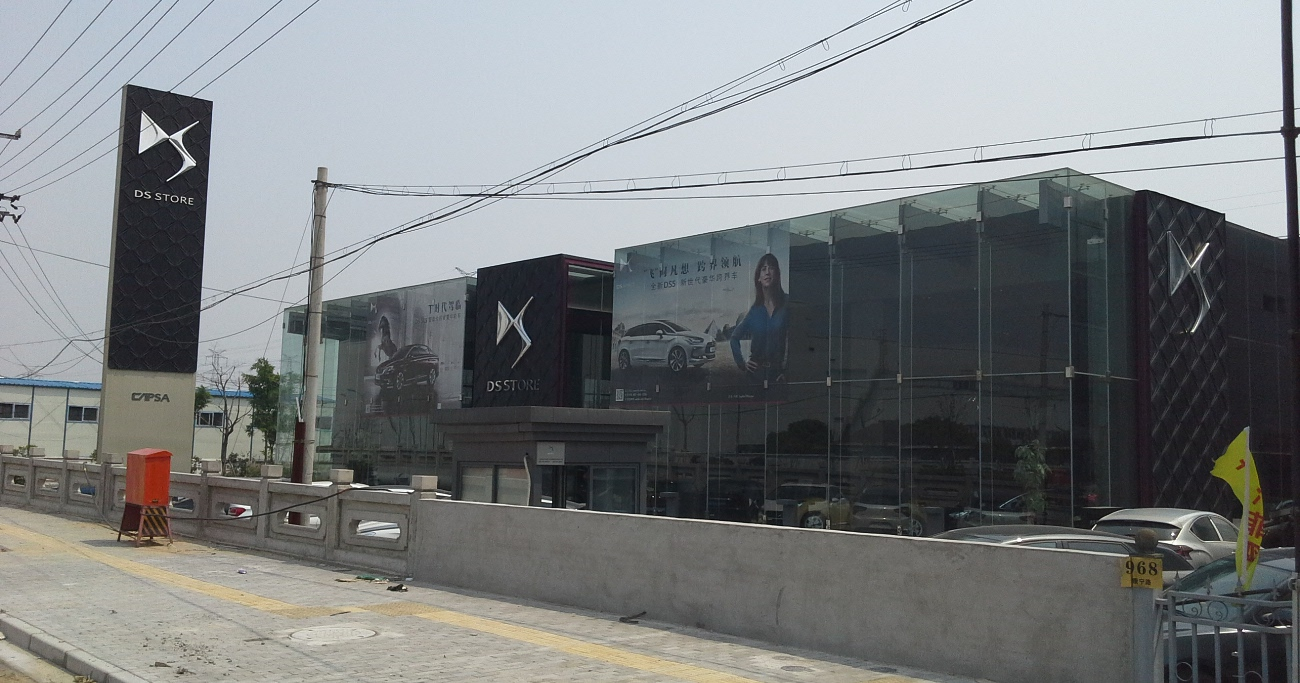
DS Store en Shanghái, China.

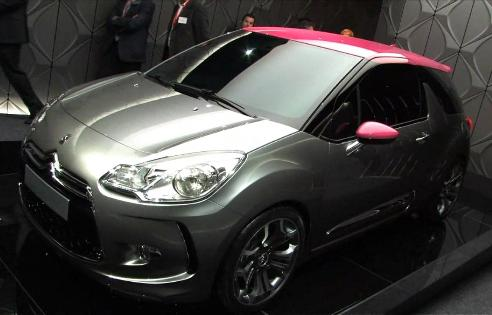
Citroën DS inside.

En el año 2009 y con motivo de homenajear el lanzamiento de uno de sus productos históricos más aclamados, el Citroën DS, esta firma lanza el Citroën DS3, modelo presentado como una versión basada en el Citroën C3 y cuya denominación combinaba las siglas DS, originarias del modelo de 1955; y el número 3, el cual daba la connotación del origen de su plataforma. Este modelo fue presentado por Citroën con el fin de poner a disposición de su público un modelo de altas prestaciones deportivas, combinado con los más altos equipamientos de lujo, y a la vez servir como piedra fundamental por parte de Citroën para iniciar la producción de una línea especial de coches de lujo, basados en sus principales modelos de producción. Dos años más tarde, esta tendencia se acentuaba con la aparición del Citroën DS4, un hatchback de cinco puertas desarrollado bajo el concepto Confort Coupé, es decir, un coche de cuatro puertas con las comodidades y prestaciones de un cupé y proyectado sobre la plataforma del Citroën C4.
De esta manera, Citroën comenzó a ofrecer sus productos a través de tres líneas diferenciadas de producción: la "Gama C", compuesta por sus modelos de producción citadinos, la "Gama DS", reservada para sus automóviles de altas prestaciones y la línea de utilitarios, compuesta por los modelos Nemo, Berlingo, Jumpy y Jumper.

### Constitución de DS como marca de automóviles
A pesar de su presentación y de las participaciones del DS3 en competiciones mundiales de rally, las ventas comenzaron a jugar en contra de la Gama DS, que se quedó muy relegada con respecto a los demás productos de Citroën y su producción corría riesgo de ser cancelada. Sin embargo y muy lejos de esa opción, desde la mesa directiva del Groupe PSA comenzaron a barajarse distintas alternativas con el fin de mantener la producción de estas unidades. Fue así como por iniciativa de Carlos Tavares, que en ese entonces se desempeñaba como director ejecutivo de PSA, se propuso como alternativa la separación de la Gama DS como línea interna de Citroën, para convertirla en una nueva división de automóviles para el Groupe PSA. De esta manera, a mediados de 2014 se aprobó esta alternativa, constituyéndose DS Automobiles y se colocó esta firma como división de coches de lujo y de altas prestaciones del conglomerado de PSA. De hecho, el 19 de diciembre de 2013, DS Automobiles presentó el DS 5LS en el Louvre de París. Este es el primer modelo de producción de la Línea DS que se comercializa con el logotipo de DS Automobiles. A pesar de esta constitución, la nueva marca continuaba con cierta relación de dependencia respecto a su matriz Citroën, ya que heredó toda la línea de producción de la anterior "Gama DS", conservando al mismo tiempo los emblemas frontales de Citroën hasta la presentación en 2015 de su rediseñada gama de vehículos, en los cuales el emblema del Doble Chevron fue suprimido definitivamente.[cita requerida]

### Expansión deportiva
En el ámbito deportivo, el sello DS tuvo sus primeras participaciones en los campeonatos mundiales de rally, siempre de la mano de Citroën. Tuvo como coche insignia al Citroën DS3, con el que  el equipo oficial de Citroën hiciera su presencia, luego de la reformulación del parque automotor del WRC en el año 2010 y a través del cual comenzaron a ser homologados vehículos de la clase Súper 2000. En este sentido, el DS3 era el coche que cumplía con las exigencias impuestas, y era la carta de Citroën frente a modelos de la competencia tales como el Volkswagen Polo o el Ford Fiesta. Tras el anuncio de la creación de la división independiente DS, Citroën continuaría compitiendo en forma oficial hasta el año 2015. A partir de entonces fue anunciada la salida del equipo oficial del doble chevrón para el año 2016, con el fin de retornar a la competición en el año 2017, presentando al que sería el sucesor del exitoso Citroën DS3 WRC.
Previamente a esto y sin haber cumplido su primer año como marca independiente, DS se mostraría como protagonista en un importante proyecto deportivo, nacido como producto de una alianza entre la nueva marca y la escudería británica Virgin Racing Formula E Team destinado a la participación de este equipo dentro del campeonato mundial de Fórmula E. La apertura reglamentaria efectuada por los directores de la Fórmula E tras haber desarrollado sus primeras dos temporadas en conjunto con Renault, marca con la que la categoría mantuvo un contrato de exclusividad en el desarrollo y provisión de motores, permitiría la llegada a la categoría de nuevas marcas interesadas en proveer y desarrollar sus propios motores eléctricos. Esta alternativa sería rápidamente tomada por PSA, quienes a través de su marca DS sellarían su acuerdo con Virgin Racing, cambiando la denominación de la escudería a DS Virgin Racing Team y tuvieron su debut en la temporada 2015-16. Estas acciones serían fundamentales para que DS Automobiles cree su propia división deportiva dentro de PSA, que se denominó DS Performance.[cita requerida]

## Gama de modelos

### De producción
Actualmente, la gama de modelos está compuesta por el DS 3 Rivoli, DS 4 Etoile, DS 7 Pallas y DS 7 E-Tenese. Cuentan con un motor de gasolina PudreTech con 225 CV (222 HP; 165 kW) y una híbrida enchufable con tres niveles de potencia: 225 CV (222 HP; 165 kW), 250 CV (247 HP; 184 kW) y 360 CV (355 HP; 265 kW), que están acoplados a una transmisión automática con convertidor de par EAT8 desarrollada por Aisin Seiki. La versión más potente llega hasta 360 CV (355 HP; 265 kW) con tracción en las cuatro ruedas.[cita requerida]

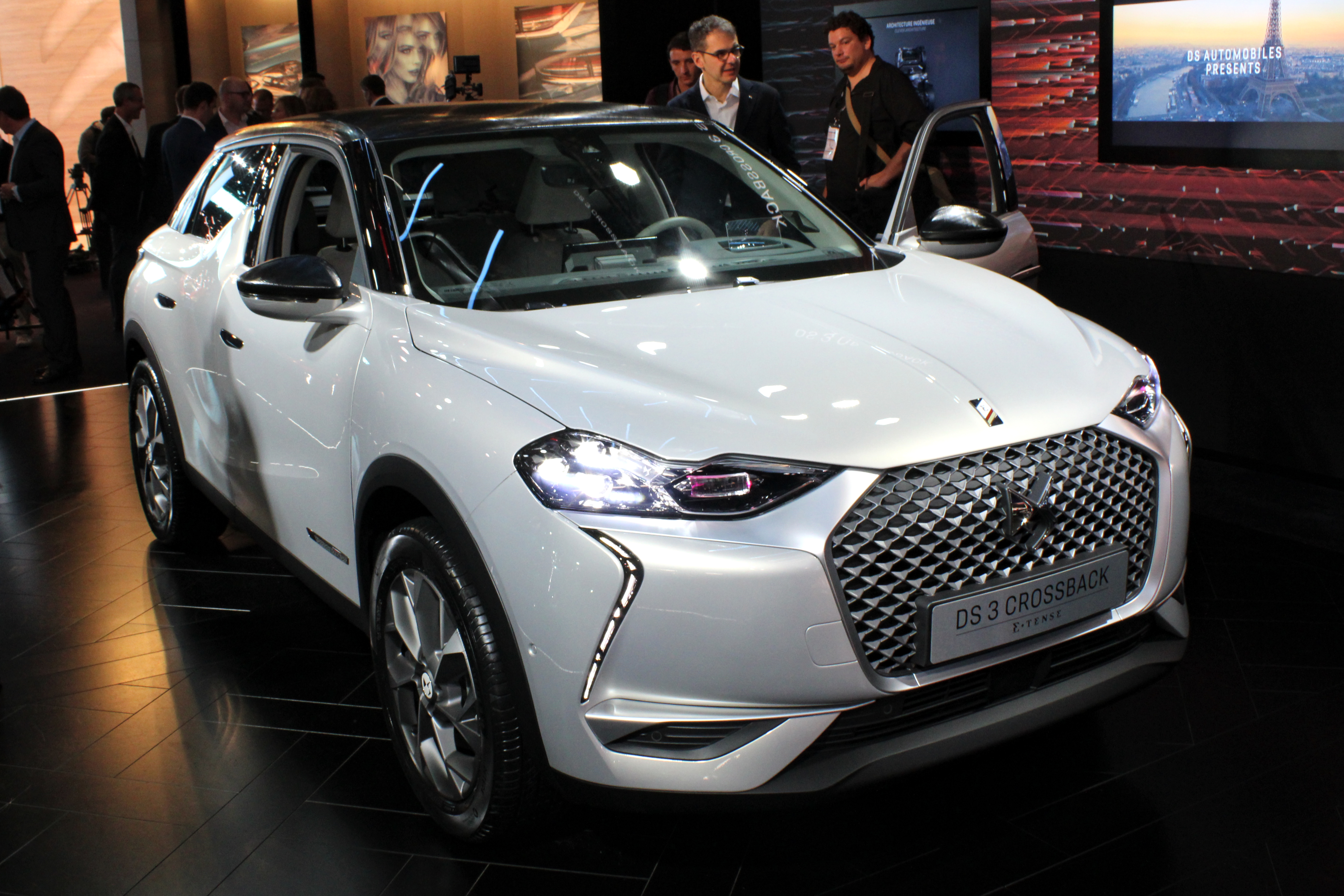
DS 3 Crossback E-Tense en el Salón del Automóvil de París de 2018
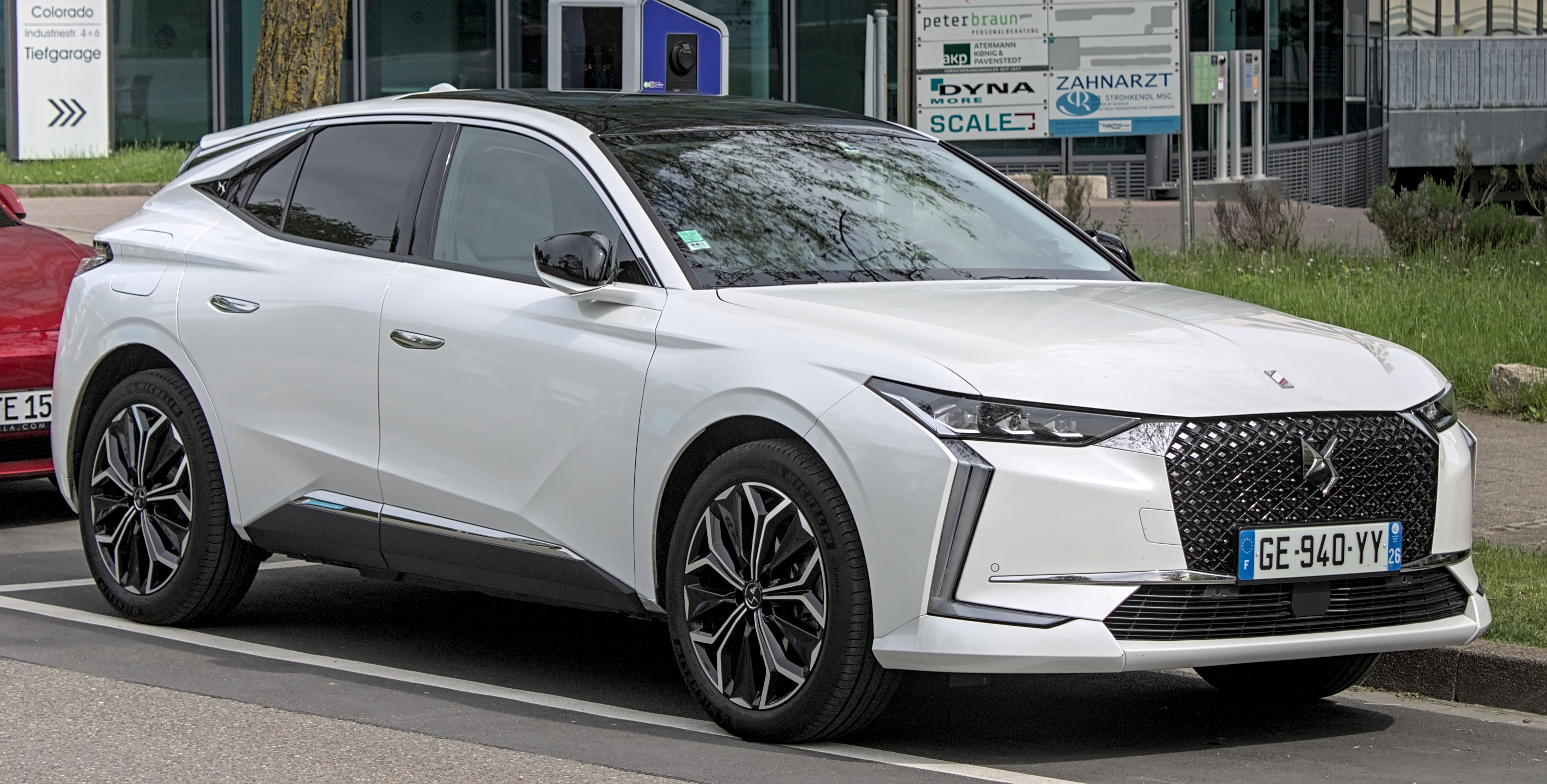
DS4 E-Tense
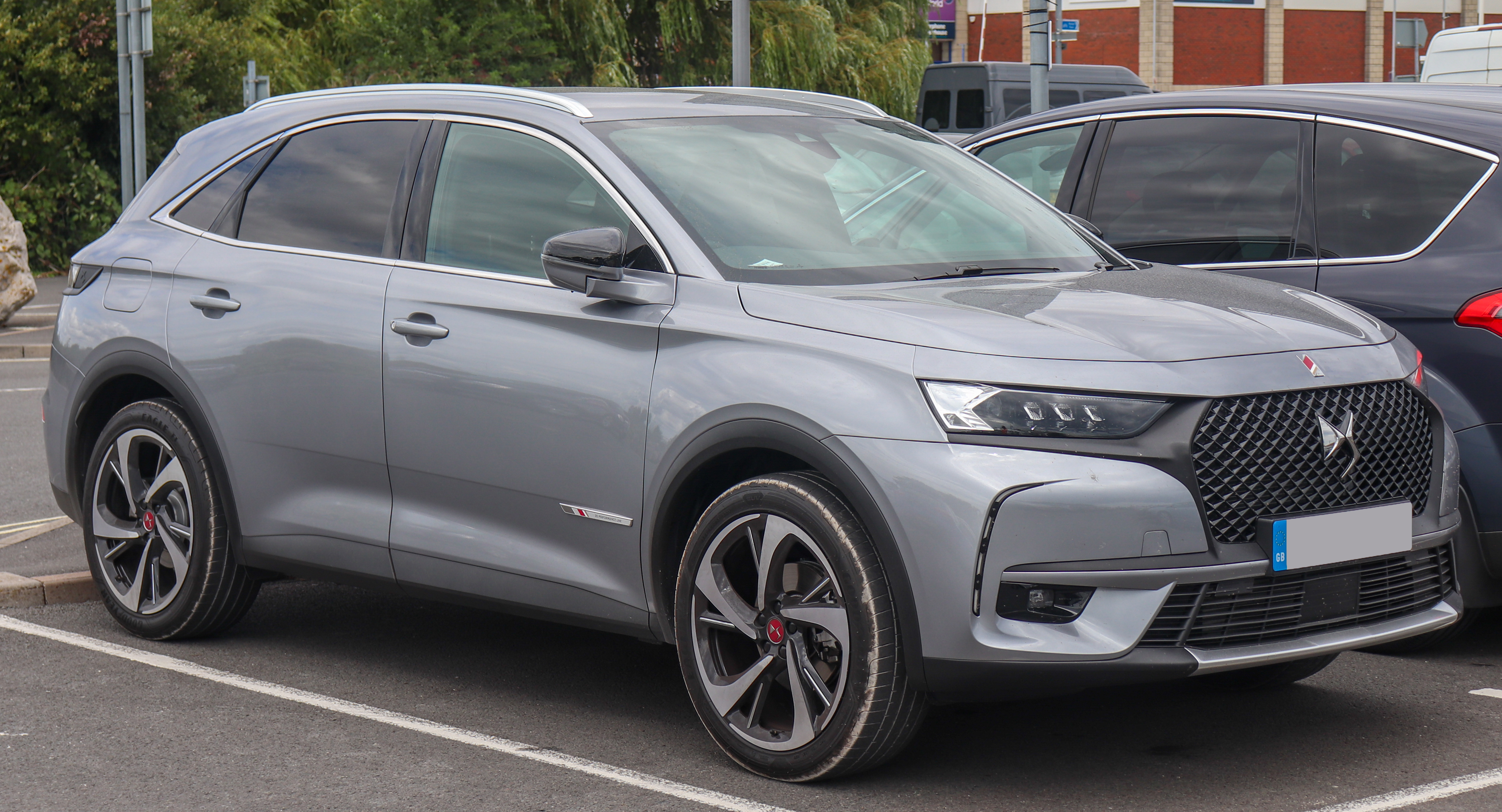
DS7 Crossback Performance Line PureTech 1.6
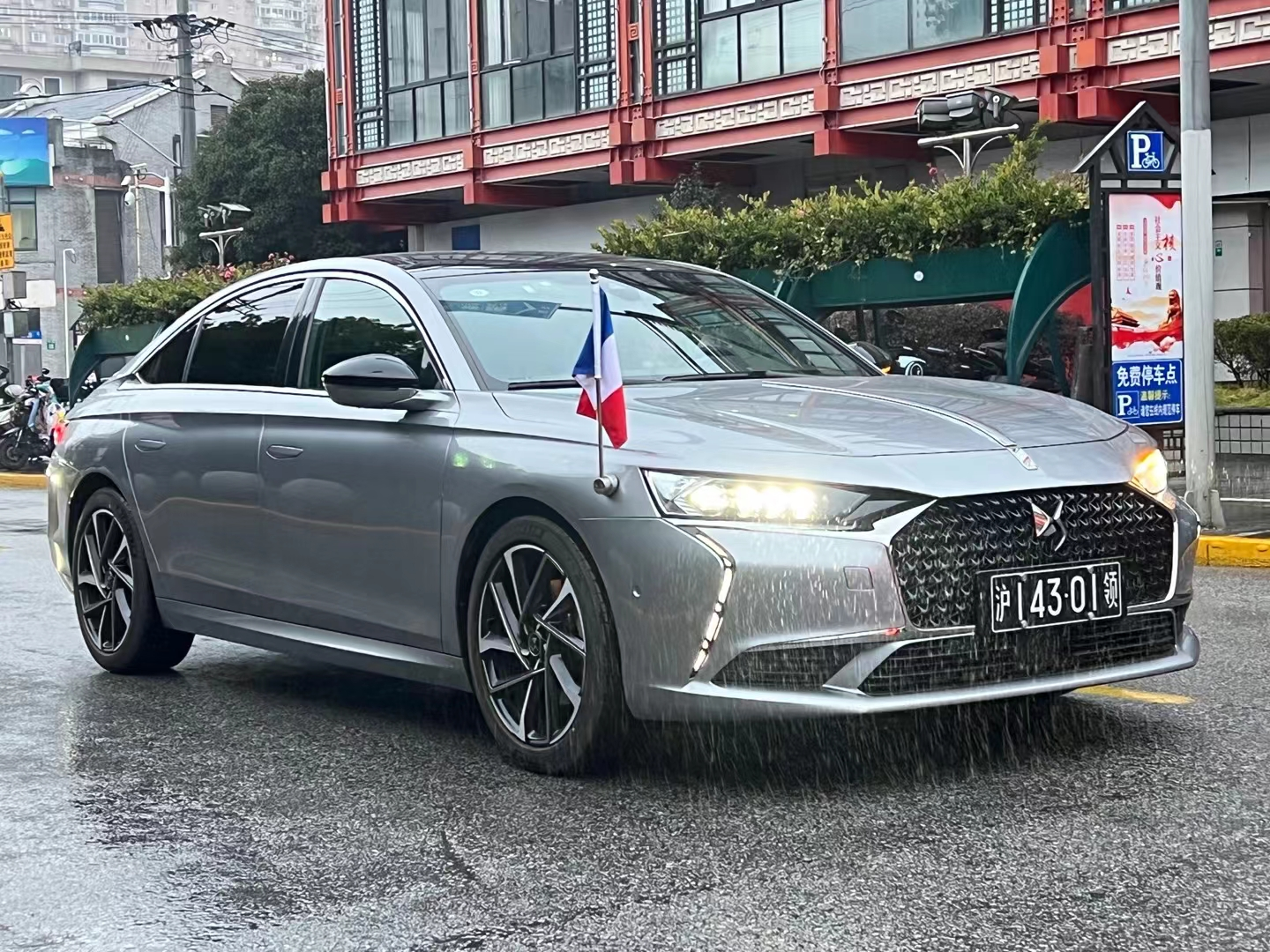
DS 9 France ambassador en Shanghái

### Conceptuales

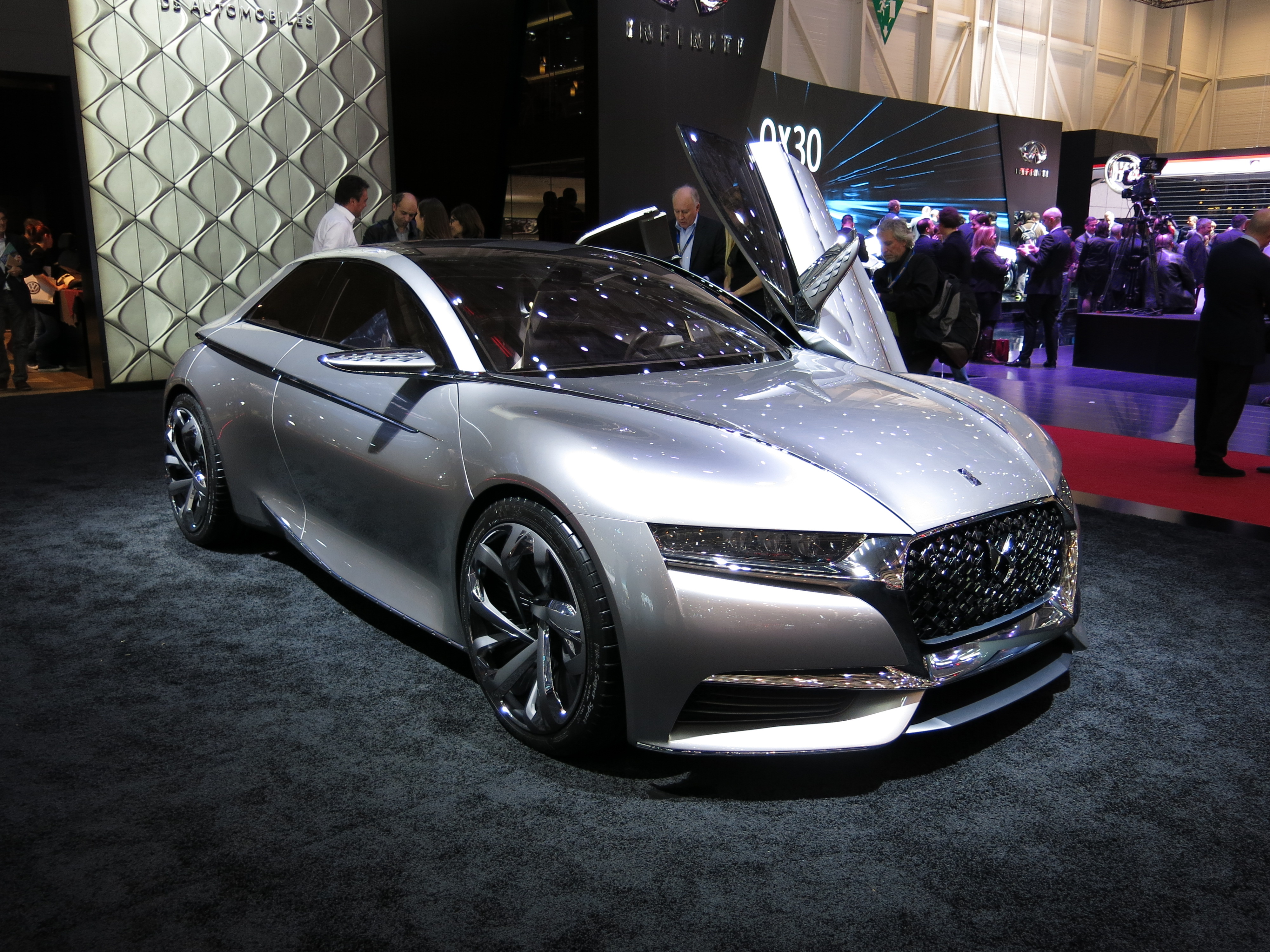
DS Divine en el Salón del Automóvil de Ginebra de 2015
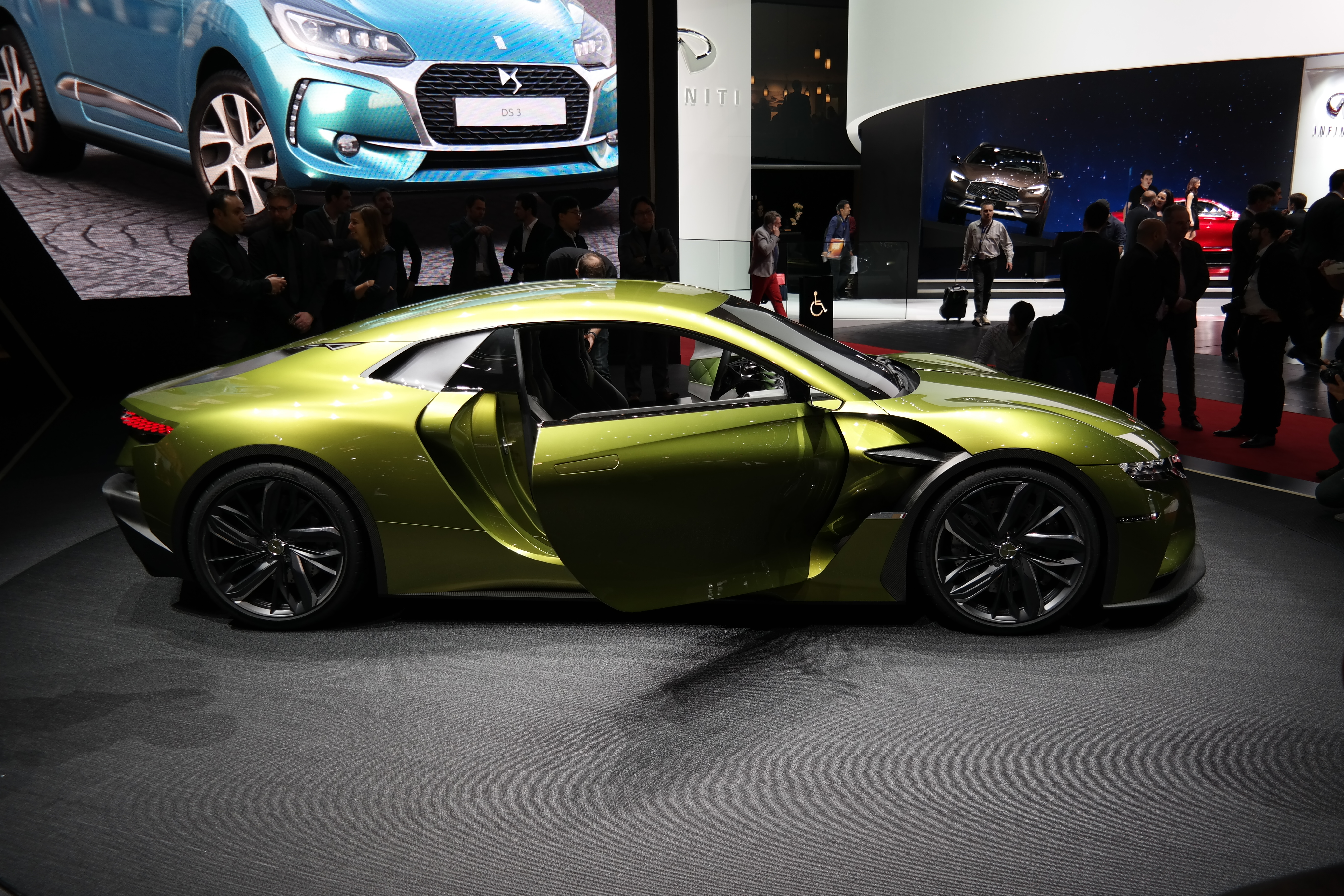
DS E-Tense en el Salón del Automóvil de Ginebra de 2016
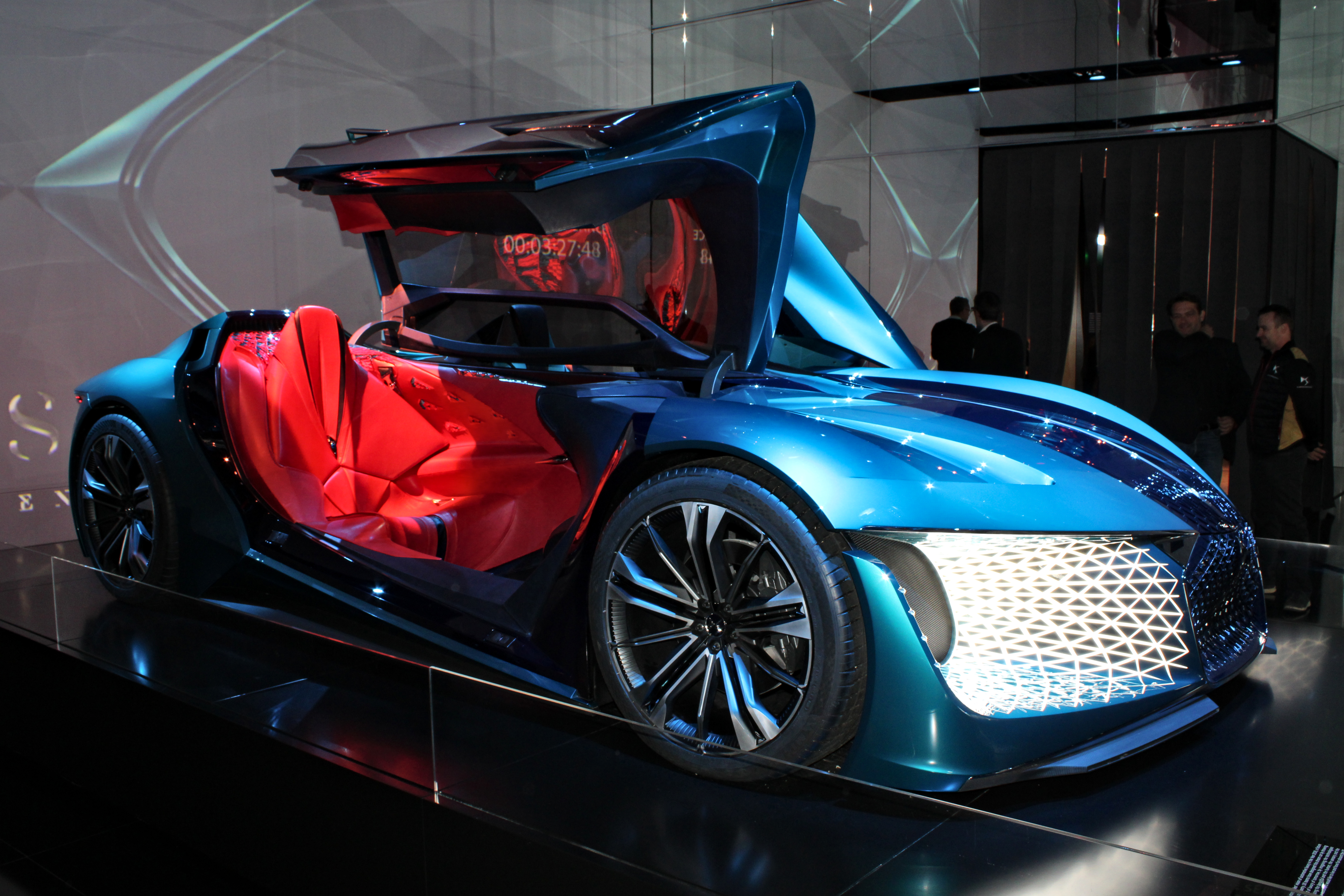
DS X E-Tense en el Salón del Automóvil de París de 2018

### De competición

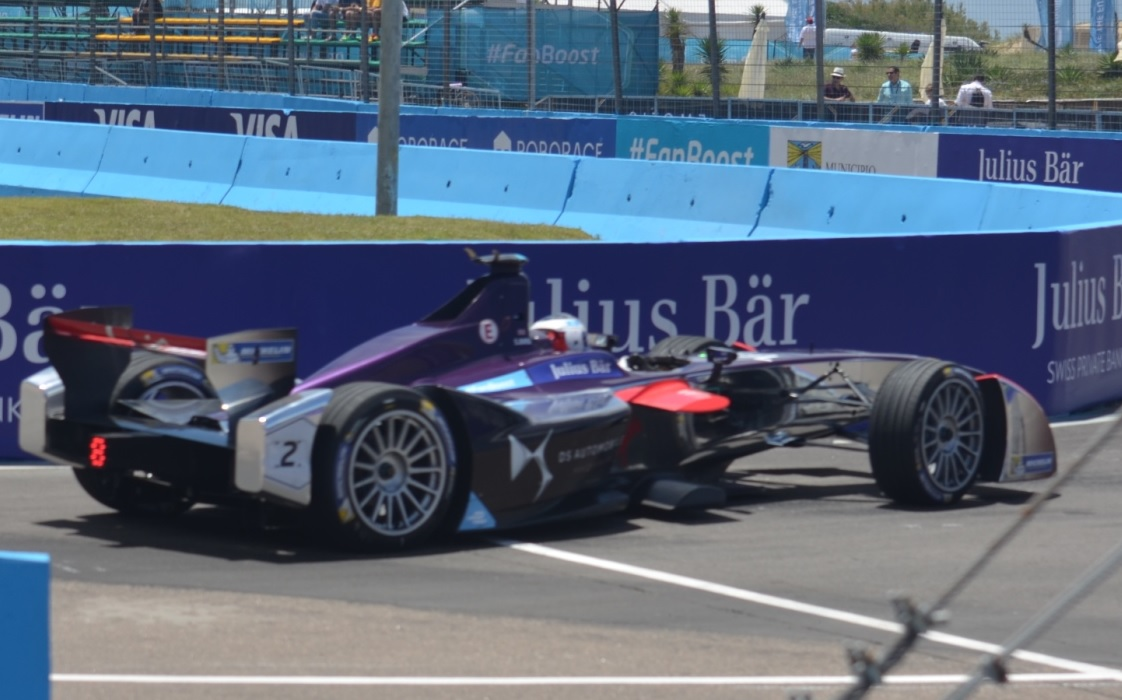
DS Virgin Racing en el ePrix de Punta del Este de 2015
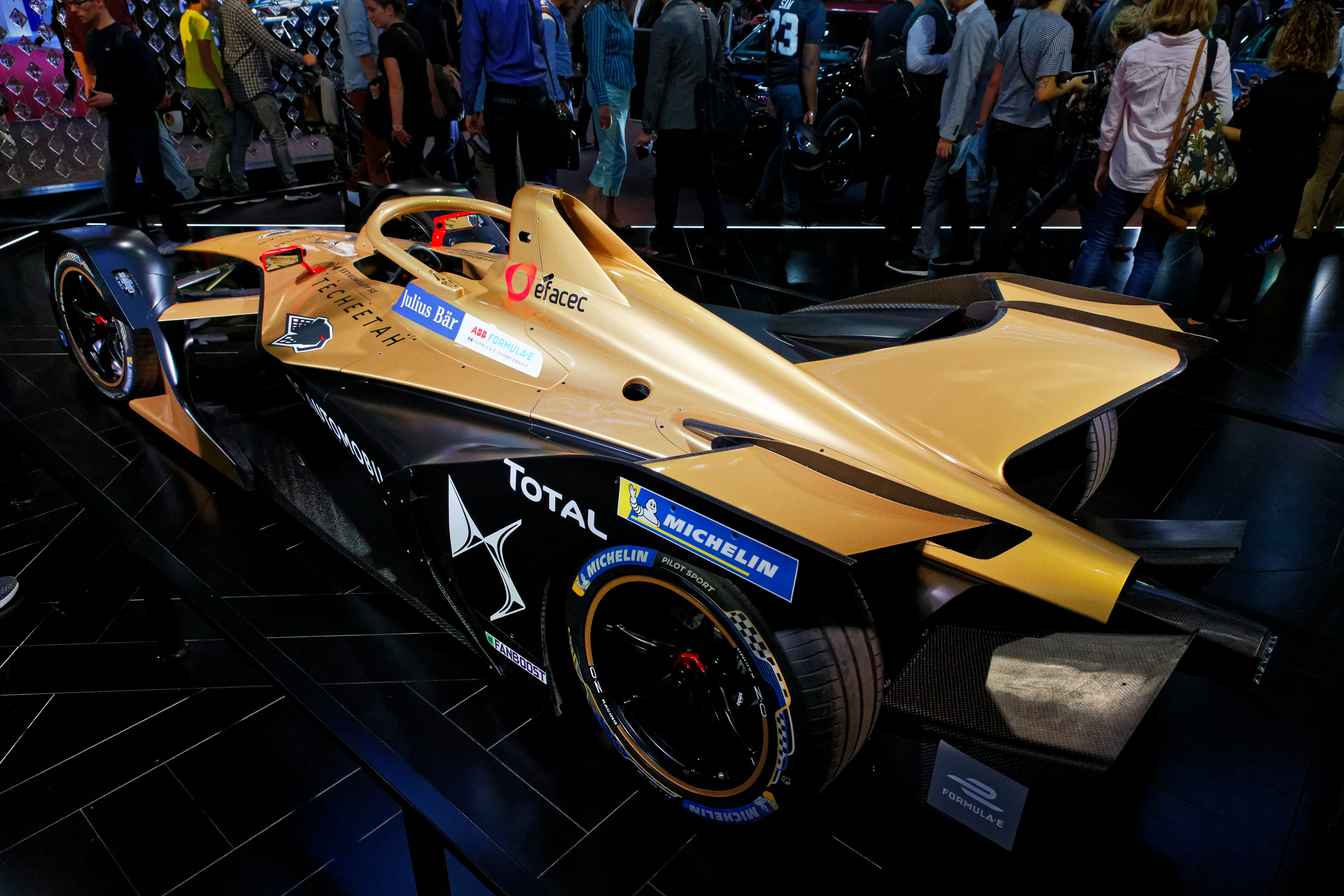
DS E-Tense FE 19 en el Salón del Automóvil de París de 2018